# كينتو كورو
كينتو كورو (باليابانية: 久利 研人) (27 أكتوبر 1990 في تاتشيكاوا في اليابان – )؛ هو لاعب كرة قدم كان يلعب كمدافع.

## وصلات خارجية
- كينتو كورو على موقع Soccerway.com (الإنجليزية)